# Emiliania huxleyi
Emiliania huxleyi, adesea abreviat "EHUX", este o specie de cocolitofore cu o distribuție întinsă între tropice și ape subarctice. Este studiată în special datorită explozilor algale pe care le formează în ape lipsite de nutrienți după refacerea termoclinei de vară. Precum alte cocolitofore, E. huxleyi este un organism fitoplancton unicelular acoperit cu discuri de calcit cu o decorație unică, cocolite. Cocolite unice sunt abundente în sedimentele marine, dar sfere complete sunt mai rare. În cazul lui E. huxleyi, nu doar cochilia, dar și o parte din părțile moi se pot păstra în sedimente. Produce un grup de compuși chimici foarte rezistenți la decompunere, numite alkenone, folosite ca indicator al temperaturilor historice a suprafeței oceanului.

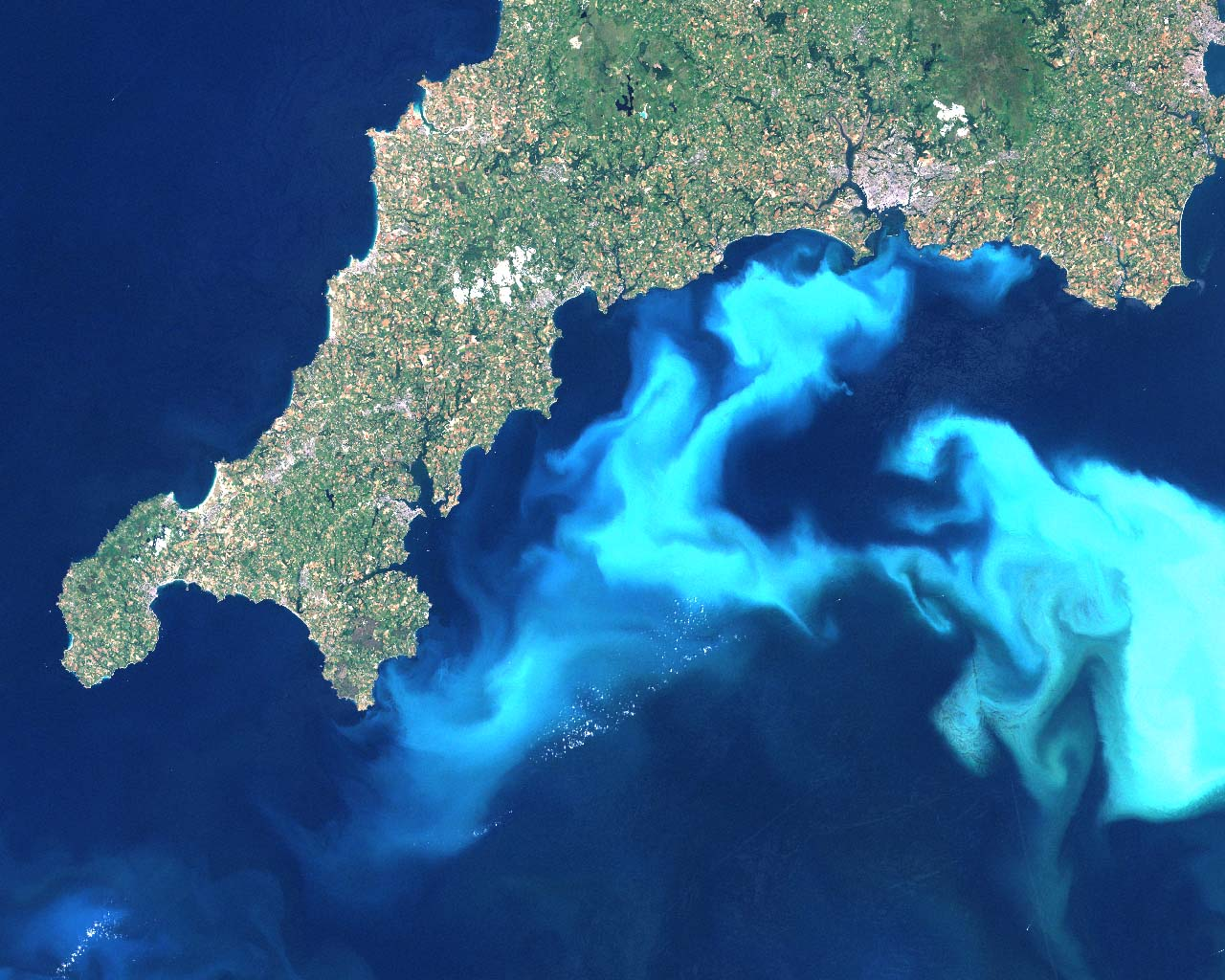
Imagine Landsat din 24 iulie 1999 cu o explozie algală de Emiliania huxleyi

Numită după Thomas Huxley și Cesare Emiliani, este una dintre cele mai abundente și răspândite specii de cocolitofore.  Deși sunt transparente, calcitul cochiliei reflectă lumina foarte eficient în coloana de apă; astfel concentrații mari de E. huxleyi vizibile din spațiu. Imagini din satelit arată explozii care acoperă zone întinse, mai mari de 100000 de km pătrați.
Această specie a servit ca inspirație pentru Teoria Gaia a lui James Lovelock care susține ca organisme vii pot să reguleze condițiile și chimia mediului înconjurător pentru a susține viața.